# 硫酸ミスト
硫酸ミスト（りゅうさんミスト）とは、スモッグ中に含まれる霧状の硫酸である。工場などから排出された亜硫酸ガス（二酸化硫黄ガス）が大気中に存在する水分に溶けて亜硫酸となり、さらにオキシダントにより酸化されることによって生成する。このことからわかる通り、大気中の湿度が高いと生成されやすく呼吸器官に大きな影響を与えるほか、疲労感を強めるなど毒性が高く、警戒されている。